# Stipeae
Tribu
Les Stipeae sont une tribu de plantes monocotylédones de la famille des Poaceae, sous-famille des Pooideae.
Cette tribu comprend jusqu'à 600 espèces décrites.

## Description
Les caractéristiques morphologiques qui définissent la tribu des Stipae sont notamment la présence d'un seul fleuron par épillet et l'absence d'extension du rachillet, et la lemme (glumellule inférieure) munie soit d'une pointe aiguë, soit d'une arête terminale.

## Liste des genres
La tribu des Stipeae comprend 28 genres :
- Achnatherum (syn. Aristella)
- Aciachne
- Amelichloa
- Anatherostipa (syn. Nicoraella)
- Anemanthele
- Austrostipa
- Celtica
- Eriocoma
- Hesperostipa
- Jarava
- Lorenzochloa
- Macrochloa
- Oloptum
- Ortachne
- Orthoraphium
- Oryzopsis
- Pappostipa
- Patis
- Nassella
- Piptatheropsis
- Piptatherum
- Piptochaetium
- Psammochloa
- Ptilagrostis
- Stipa
- Stipellula (syn. Stipella)
- Timouria
- Trikeraia

De nombreuses espèces d'abord placées dans le genre  Stipa  ont par la suite été ventilées dans de nouveaux genres. Des études récentes ont analysé les relations phylogénétiques dans les genres et entre ces derniers,,, mais une analyse complète n'a pas encore été réalisée. Les graminées stipoïdes utilisent la  voie photosynthétique en C3 et croissent dans les régions tempérées du monde entier.
Les espèces fossiles connues datent de la fin du Miocène.